# Немецкое барокко

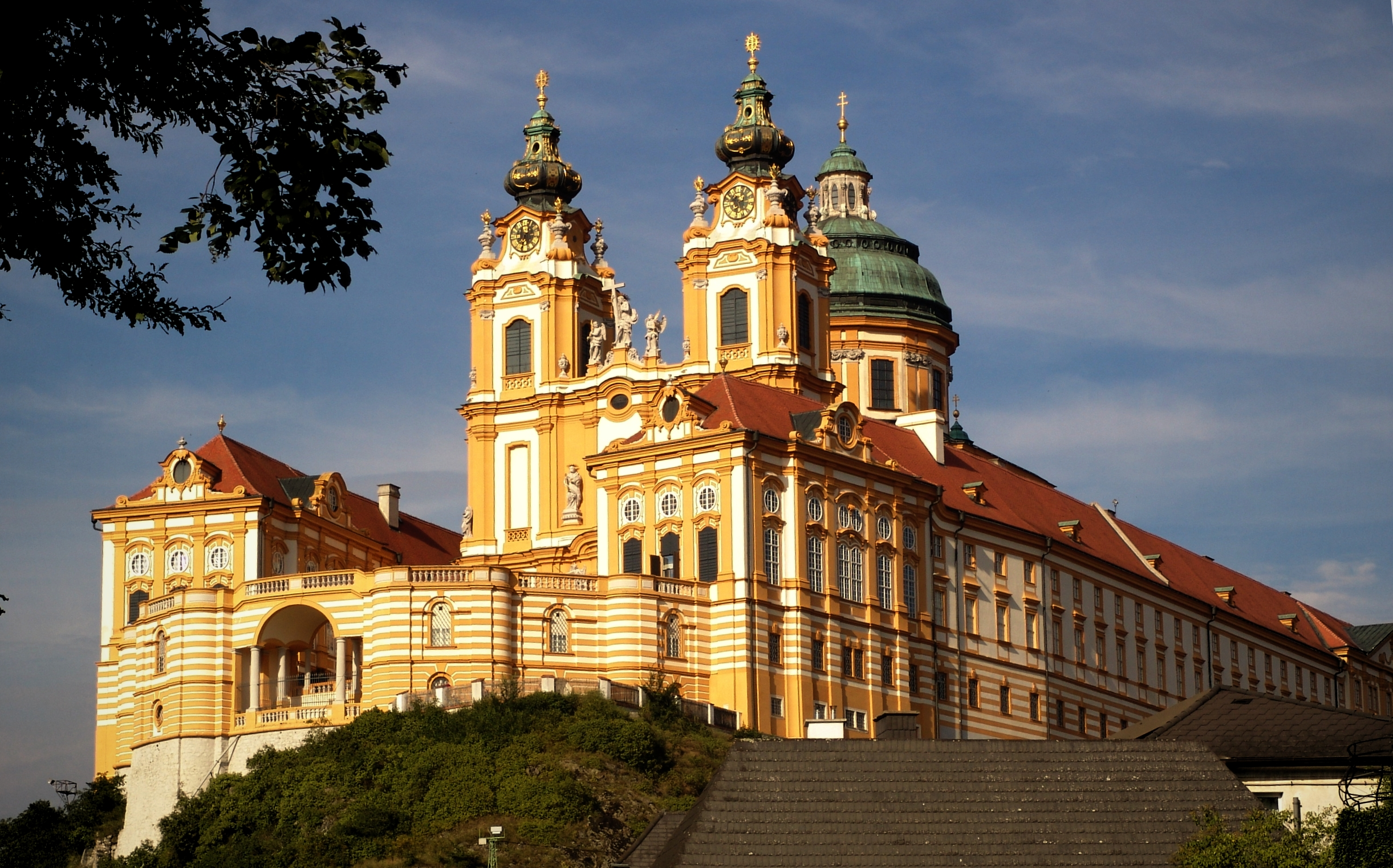
Монастырь в Мельке

Немецкое барокко — разновидность стиля барокко, распространенная на территории Германии и Австрии (территории этих стран в то время принадлежали Священной Римской империи). 
Данный стиль широко представлен в церковной и дворцовой архитектуре, подчеркивая великолепие и символизм форм. Образцом архитектурных форм в это время становился Версаль (Дворец Шлайсхайм, Мангеймский дворец) и Рим. Данные роскошные помещения с огромными окнами, высокими потолками и прихотливым орнаментом нередко украшались живописными картинами. К числу характерных образцов немецкого барокко относят Монастырь в Мельке. Особое внимание уделялось в эпоху барокко садово-парковому искусству, в котором было заметно китайское влияние (Дворец Ораниенбаум).
К немецкому барокко относят и искусство оперы (Моцарт, Глюк, Гендель, Мельхиор Франк). Ключевыми направлениями барочной музыки являются оратория и кантата, которые имели преимущественно религиозное содержание. Излюбленными музыкальными инструментами барокко становятся клавесин и орган.
Примечательной особенностью немецкого барокко был мистицизм: Якоб Бёме, Ангелус Силезиус. Однако мистицизм барокко причудливо сочетался с рационализмом, что заметно в творчестве Лейбница.